# Symmetrische monoidale Kategorie
In der Mathematik ist eine symmetrische monoidale Kategorie eine monoidale Kategorie (d. h. eine Kategorie, in der ein "Tensorprodukt" {\displaystyle \otimes } definiert ist), deren Tensorprodukt symmetrisch ist (d. h. man hat einen natürlichen Isomorphismus zwischen {\displaystyle A\otimes B} und {\displaystyle B\otimes A} für alle Objekte {\displaystyle A} und {\displaystyle B}).
Ein typisches Beispiele ist die Kategorie der Vektorräume über einem gegebenen Körper.

## Definition
Es sei {\displaystyle ({\mathcal {C}},\otimes ,I)} eine monoidale Kategorie mit Assoziativitätsisomorphismus {\displaystyle a} sowie linken und rechten Einheitsisomorphismen {\displaystyle l} bzw. {\displaystyle r}. Die monoidale Kategorie heißt symmetrisch, wenn es zu je zwei Objekten {\displaystyle A,B} aus {\displaystyle {\mathcal {C}}} einen Isomorphismus
{\displaystyle s_{AB}:A\otimes B\to B\otimes A}
gibt, der natürlich in {\displaystyle A} und {\displaystyle B} ist, so dass die folgenden Diagramme kommutieren:
- Kompatibilität mit dem Einheitsobjekt:

- Kompatibilität mit dem Assoziativgesetz:

- Umkehrregel:

## Beispiele symmetrischer monoidaler Kategorien
- Die Kategorie der Mengen mit dem Mengenprodukt als Tensorprodukt und einer einelementigen Menge als Einheitsobjekt.
- Die Kategorie der topologischen Räume mit dem direkten Produkt als Tensorprodukt und einem einelementigen Raum als Einheitsobjekt.
- Die Kategorie der Gruppen mit dem direkten Produkt als Tensorprodukt und der trivialen Gruppe als Einheitsobjekt.
- Die Kategorie der Ringe mit dem direkten Produkt als Tensorprodukt und dem Nullring als Einheitsobjekt.
- Die Kategorie der Vektorräume über einem gegebenen Körper mit der direkten Summe als Tensorprodukt und dem Nullvektorraum als Einheitsobjekt.
- Die Kategorie der Vektorräume über einem gegebenen Körper {\displaystyle K} mit dem Tensorprodukt von Vektorräumen als Tensorprodukt und dem eindimensionalen Raum {\displaystyle K^{1}} als Einheitsobjekt.
- Für eine gegebene Gruppe {\displaystyle G} die Kategorie der Darstellungen von {\displaystyle G} über einem gegebenen Körper mit dem Tensorprodukt von Darstellungen als Tensorprodukt und der trivialen Darstellung als Einheitsobjekt.